# Adam Deja
Adam Deja (ur. 24 czerwca 1993 w Oleśnie) – polski piłkarz, występujący na pozycji pomocnika, od 2023 w polskim klubie Górnik Łęczna.

## Kariera
Deja jest wychowankiem Stobrawy Wachowice, małego klubu z powiatu oleskiego w województwie opolskim. Jeszcze jako junior przeniósł się do OKS Olesno, grającego w IV lidze opolskiej. Stamtąd w rundzie wiosennej sezonu 2010/2011 trafił do zespołu Młodej Ekstraklasy Górnika Zabrze.
Przed sezonem 2011/2012 został piłkarzem drugoligowego MKS Kluczbork, którego podstawowym zawodnikiem był przez kolejne trzy rundy, w czasie których rozegrał łącznie 42 spotkania ligowe. Zimą 2013 został wypożyczony do broniącego się przed spadkiem z Ekstraklasy Podbeskidzia Bielsko-Biała do końca rundy wiosennej 2012/2013. Wystąpił wówczas 10 razy, debiutując w najwyższej klasie rozgrywkowej 23 lutego 2013.
W lipcu 2013 Podbeskidzie skorzystało z opcji pierwokupu, przez co Deja stał się pełnoprawnym zawodnikiem Górali.
Od 2018 do 13 czerwca 2022 roku był piłkarzem Arki Gdynia, w której zagrał 111 meczów i zdobył 13 goli.
28 czerwca 2023 został piłkarzem Górnika Łęczna.

## Statystyki
Stan na 12 maja 2023.
| Klub                              | Sezon              | Liga               | Liga  | Liga   | Puchar Polski | Puchar Polski | Suma  | Suma   |
| Klub                              | Sezon              | Liga               | Mecze | Bramki | Mecze         | Bramki        | Mecze | Bramki |
| --------------------------------- | ------------------ | ------------------ | ----- | ------ | ------------- | ------------- | ----- | ------ |
| MKS Kluczbork                     | 2011/2012          | II liga            | 26    | 0      | 1             | 1             | 27    | 1      |
| MKS Kluczbork                     | 2012/2013          | II liga            | 16    | 1      | 1             | 0             | 17    | 1      |
| Podbeskidzie Bielsko-Biała (wyp.) | 2012/2013          | Ekstraklasa        | 10    | 0      | —             | —             | 10    | 0      |
| Podbeskidzie Bielsko-Biała        | 2013/2014          | Ekstraklasa        | 17    | 0      | 1             | 0             | 18    | 0      |
| Podbeskidzie Bielsko-Biała        | 2014/2015          | Ekstraklasa        | 21    | 0      | 4             | 0             | 25    | 0      |
| Podbeskidzie Bielsko-Biała        | 2015/2016          | Ekstraklasa        | 25    | 1      | 1             | 0             | 26    | 1      |
| Podbeskidzie Bielsko-Biała        | 2016/2017          | I liga             | 26    | 0      | 1             | 0             | 27    | 0      |
| Cracovia                          | 2017/2018          | Ekstraklasa        | 14    | 0      | 2             | 1             | 16    | 0      |
| Arka Gdynia                       | 2018/2019          | Ekstraklasa        | 27    | 2      | 2             | 0             | 29    | 2      |
| Arka Gdynia                       | 2019/2020          | Ekstraklasa        | 21    | 1      | 0             | 0             | 21    | 1      |
| Arka Gdynia                       | 2020/2021          | I liga             | 29    | 5      | 4             | 1             | 33    | 6      |
| Arka Gdynia                       | 2021/2022          | I liga             | 27    | 4      | 2             | 0             | 29    | 4      |
| Korona Kielce                     | 2022/2023          | Ekstraklasa        | 19    | 0      | 0             | 0             | 19    | 0      |
| Ogólnie w karierze                | Ogólnie w karierze | Ogólnie w karierze | 278   | 14     | 19            | 3             | 297   | 17     |